# هاري ك. كناب
هاري ك. كناب (بالإنجليزية: Harry K. Knapp)‏ هو تاجر أسهم أمريكي، ولد في 1865، وتوفي في 1 فبراير 1926.